# Роговцева Ада Миколаївна
А́да Микола́ївна Ро́говцева (нар. 16 липня 1937, Глухів,  Чернігівська область (нині Сумська область), Українська РСР, СРСР) — радянська і українська акторка театру і кіно. Народна артистка Української РСР (1967). Народна артистка СРСР (1978). Герой України (2007). Кавалер Ордена княгині Ольги II ступеня (2002), Ордена «За заслуги» I, III ступеня (1997, 2009). Лауреат Національної премії імені Тараса Шевченка (1981). Почесна громадянка Києва. Вдова українського актора Костянтина Степанкова (Волощука).
Серед нагород акторки — чотири театральні премії «Київська пектораль» за найкращу жіночу роль у виставах «Дама без камелій» (1991), «Обдурена» (1997), «Схоже на щастя» (2014), а також за видатний внесок у театральне мистецтво (2003). Лауреатка кінопремії «Золота дзиґа» за визначний внесок у вітчизняне кіномистецтво (2020). Ада Роговцева входить до переліку найвідоміших жінок давньої та сучасної України. Диктувала всеукраїнський радіодиктант 2022 року.

## Життєпис
Народилася 16 липня 1937 року в місті Глухів, що тоді входив до складу Чернігівської області УРСР. Батько, Микола Іванович Роговцев, мав дві вищі освіти, закінчивши індустріальний та сільськогосподарський інститути, до війни працював в НКВС. Мати, Ганна Митрофанівна Зайковська, за фахом агроном.
З молодих років вона писала вірші та декламувала їх. Мріяла стати журналісткою і лише за порадою подруг все ж таки вирішила піти в театральний інститут.
Навчалася у школі № 10 у Полтаві, з 1954 по 1959 рік — у Київському театральному інституті імені Івана Карпенка-Карого. Відразу після закінчення Київського державного інституту театрального мистецтва імені І. К. Карпенка-Карого Ада Роговцева пішла в Національний академічний російський драматичний театр імені Лесі Українки в Києві. в 23 роки стала заслуженою артисткою УРСР, зігравши головні ролі в трьох спектаклях.
З 1958 року — артистка Київського національного академічного театру російської драми імені Лесі Українки, де пропрацювала понад 35 років.

### Робота в кіно
Першим досвідом в кіно для акторки стала картина «Кривавий світанок», де Ада зіграла другорядну роль. Наступні 15 років Аді Миколаївні будуть діставатися лише епізодичні героїні.
Двосерійна драма «Салют, Маріє!» зробила Аду Роговцеву зіркою Радянського Союзу. Глядачі назвали Аду Миколаївну кращою актрисою, а аудиторія фільму склала 17 млн осіб. Далі була одна з найяскравіших ролей актриси у багатосерійній драмі «Вічний поклик», героїня якої пережила приниження від батька та шлюб з нелюбом. Також особливе місце в серцях глядачів займає картина «Було у батька три сини», де Ада Роговцева грає матір сімейства, яке переживає не кращі часи.
Після звільнення з Київського національного академічного театру російської драми ім. Лесі Українки гастролює з концертними програмами та камерними театрами. У Київському академічному театрі драми і комедії на Лівому березі грала у виставах «Рожевий міст» та «Вася повинен зателефонувати», які поставила її донька Катерина Степанкова.

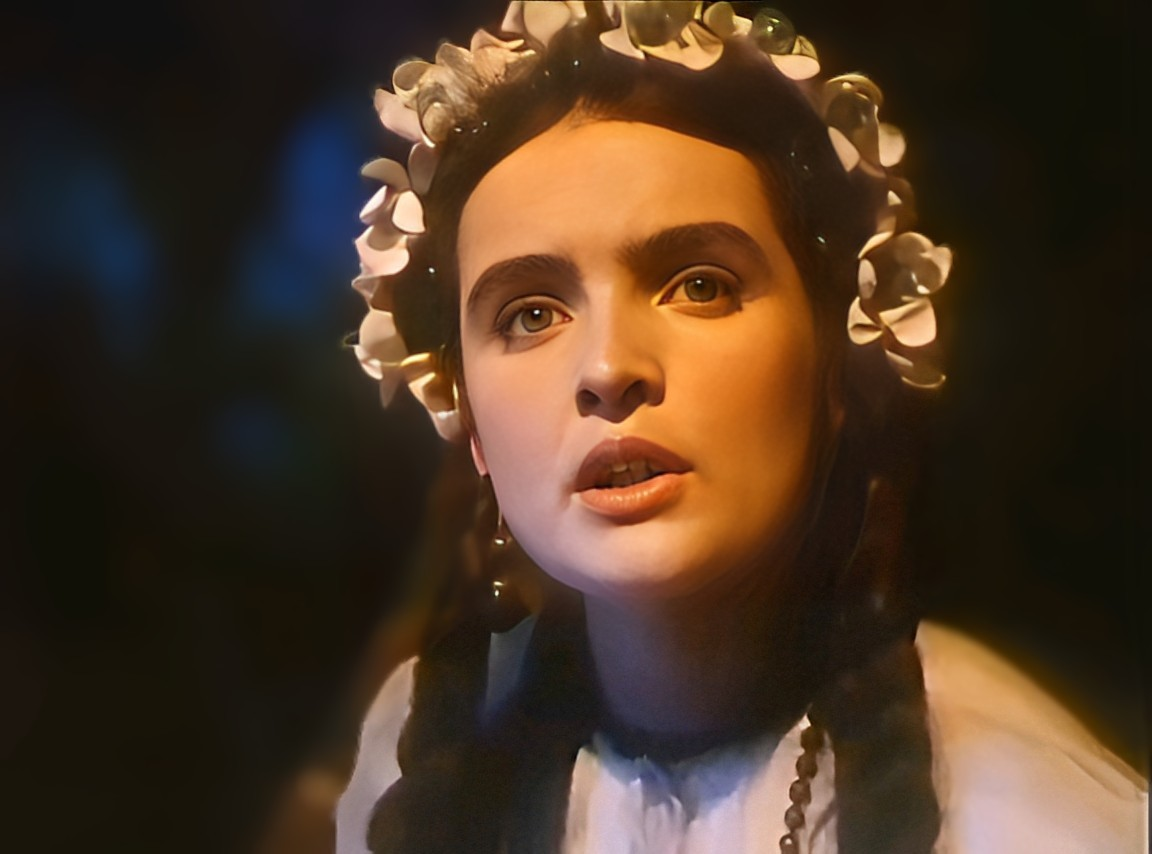
Ада Роговцева у фільмі "Летючий корабель"

Професор Національного університету культури, викладає в Київському театральному інституті ім. І. К. Карпенка-Карого.
З 1967 року — член КПРС, більш ніж 20 років була членом партбюро, її обирали секретарем парткому театру та делегатом XXVII з'їзду КПРС.
Є членом Комітету з Національної премії України імені Тараса Шевченка (з грудня 2016).

### Особисте життя та родина
Навчаючись в театральному інституті, Ада Рогоцева познайомилася з майбутнім чоловіком — викладачем Костянтином Степанковим.
Разом вони прожили 46 років, в 2004 році Степанков помер. Ада Роговцева присвятила коханому чоловікові книгу «Мій Костя».
У 2012 році від невиліковної форми раку помирає її син Костянтин. Після написання книги «Свідоцтво про життя» Ада Роговцева повернулася на екрани та велику сцену. Пережити важкий час їй допомогла донька Катерина та троє онуків.

## Театральні роботи
Ролі в театрі:
Національний академічний драматичний театр імені Лесі Українки
- 1959 — Поля Вихрова — «Юність Полі Вихрової», за романом Леоніда Леонова «Русский лес»
- 1959 — Альонушка — «Товариші романтики», за п'єсою М. А. Соболя
- 1959 — Машенька — «Машенька», за п'єсою А. Н. Афіногенова
- 1960 — Вера — «Останні», за п'єсою М. Горького
- 1962 — Ірина — «Перед вечерею», за п'єсою В. С. Розова
- 1962 — Медсестра — «Палата», за п'єсою С. І. Альошина
- 1963 — Наташа — «На дні», за п'єсою М. Горького
- 1963 — Альона — «Поворот ключа», за п'єсою М. Кундери
- 1963 — Валя — «Київський зошит», за п'єсою В. Н. Собка
- 1963 — Женя — «Іду на грозу», за романом Д. О. Граніна
- 1964 — Майка — «Платон Кречет», за п'єсою О. Є. Корнійчука
- 1964 — Наташа — «104 сторінки про кохання», за п'єсою Е. С. Радзинського
- 1965 — Соня — «Далекі вікна», за п'єсою В. Н. Собка
- 1965 — Таня — «Хто за? Хто проти?», за п'єсою П. А. Загребельного
- 1966 — Варюха — «Піднята цілина» за романом М. О. Шолохова
- 1966 — Ірина — «Сьогодні і щодня», за повістю В. Ю. Драгунського
- 1966 — Ліка Мізинова — «Насмішливе моє щастя», за п'єсою Л. Малюгіна
- 1966 — Даша — «Ходіння по муках», за романом О. М. Толстого
- 1967 — Гелена Модлевська — «Варшавська мелодія», за п'єсою Л. Зоріна (у цій ролі виходила на сцену понад 700 разів)
- 1967 — Лізетта — «Шлюб за конкурсом», за п'єсою К. Гольдоні
- 1969 — Мухіна — «Справедливість — моє ремесло», за п'єсою Л. А. Жуховицького
- 1970 — Варя — «Розгром» за романом А. А. Фадєєва
- 1971 — Клава — «Хтось повинен», за повістю Д. Граніна
- 1971 — Долорес — «Камінний господар», за п'єсою Лесі Українки
- 1973 — Лариса — «Безприданниця», за п'єсою О. М. Островського
- 1974 — Наталія Миколаївна Гончарова — «Останні дні», за п'єсою М. Булгакова
- 1975 — Тамара — «Вечірнє світло», за п'єсою А. Арбузова
- 1975 — Валя — «Російські люди», за п'єсою К. Симонова
- 1975 — Трубачова — «Дивний лікар», за п'єсою А. Софронова
- 1976 — Саша — «Іванов», за п'єсою А. Чехова
- 1976 — Сесилія — «Як важливо бути серйозним», за п'єсою О. Уайльда
- 1978 — Гавриленкова — «Хазяйка», за п'єсою М. Гараєвої
- 1979 — Леся Українка — «Сподіватися», за п'єсою Ю. Щербака
- 1980 — Фрунова — «Прошу занести в стенограму», за п'єсою Р. Феденьова
- 1980 — Раневська — «Вишневий сад», за п'єсою А. Чехова
- 1981 — Анна — «Візаві», за п'єсою В. Врублевської
- 1982 — Бланш — «Гравець», за романом Ф. Достоєвського
- 1983 ? — Озе, Сольвейг, Жінка в зеленому, Інгрід, Анітра, Лікар у божевільні — «Пер Гюнт», літературно-музична композиція за драмою Генріка Ібсена, реж. Борис Ерін / Концертне виконання
- 1983 — Філумена Мартурано — «Філумена Мартурано», за п'єсою Е. де Філіппо
- 1984 — Фрося — «Пічка на колесі», за п'єсою Н. Семенової
- 1985 — Віра — «Рядові», за п'єсою А. Дударєва
- 1985 — Юлія — «Покликання», за п'єсою В. Врублевської
- 1986 — Матінка Кураж — «Матінка Кураж та її діти», за п'єсою Б. Брехта
- 1987 — Сестра Крисчед — «А цей випав з гнізда», за п'єсою Д. Вассермана, за романом Кена Кізі «Пролітаючи над гніздом зозулі»
- 1987 — Естер — «Священні чудовиська», за п'єсою Ж. Кокто, реж. Роман Віктюк
- 1988 — Патриція — «Перламутрова Зінаїда», за п'єсою М. Рощина
- 1992 — Паола — «Дама без камелій», за п'єсою Т. Реттігана, реж. Роман Віктюк
- 1992 — Лаура Верньє — «Загадка дому Верньє» А. Крісті, за п'єсою Р. Тома, реж. Н. П. Батуріна
- 1992 — Бенефіс «Благо — дарю!…», за мотивами п'єс Анатолія Дяченка, реж. Костянтин Степанков
- 1993 — Аркадіна — «П'ять пудів кохання», за п'єсою А. П. Чехова «Чайка», реж. Е. Митницький
- 1997 — Норма Десмонд — «Бульвар Сан-Сет», за п'єсою Чарльза Брекета, Біллі Уайльдера и М. Маршала-мол, реж. Роман Віктюк

Київська академічна майстерня театрального мистецтва «Сузір'я»
1. 1995 — «Не боюсь сірого вовка» за п'єсою «Хто боїться Вірджинії Вульф?» Е. Олбі; реж. Андрій Жолдак — Марта-Джордж
2. 2009 — «Будьте як вдома» Ж. Шевре; реж. Катерина Степанкова — Моріон Дюпре
3. 2014 — «Схоже на щастя» П. Пальмада та К. Дютюрона; реж. Катерина Степанкова — Клод

«ТеатрДом» (Санкт-Петербург)
1. 2000 — «Голу́бки» за п'єсою «Найдавніша професія» Поли Вогіл; реж. В'ячеслав Долгачов — Ліліан
2. 2004 — «Мій коштовний скарб» В. Вербіна; реж. Борис Мільграм

Національний академічний драматичний театр імені Івана Франка
1. 2003 — «Варшавська мелодія — 2» за п'єсою Л. Зоріна; реж. Ігор Афанасьєв — Гелена
2. 2007 — «Якість зірки» за п'єсою Ноела Кауарда; реж. Олексій Лисовець — Примадонна

Київський академічний театр драми і комедії на лівому березі Дніпра
1. 2009 — «Рожевий міст» за романом «Мости округу Медісон» Р. Дж. Уоллера; реж. Катерина Степанкова — Франческа Джонсон
2. 2010 — «Вася повинен зателефонувати» за п'єсою «Прогулянка в Лю-Бльо» Катерини Рубіної; реж. Катерина Степанкова — Рута

StageRC (Лондон)
1. 2018 — «Якого дідька!» І. Іоаннесян, Н. Болтянської; реж. А. Маньковська — Анна Андреевна

## Фільмографія[5]
| Рік       | Ф/с         | Назва                             | Роль                                                     | Країна         | Примітки  |
| --------- | ----------- | --------------------------------- | -------------------------------------------------------- | -------------- | --------- |
| 1956      | ф           | Кривавий світанок                 | Гафійка                                                  |                |           |
| 1956      |             | Коли співають солов'ї             | Мар'яна                                                  |                |           |
| 1956      |             | Павло Корчагін                    | Христина                                                 |                |           |
| 1958      |             | Прапори на баштах                 | Оксана Литовченко                                        |                |           |
| 1959      |             | Кінець Чирви-Козиря               | Оксана                                                   |                |           |
| 1959      |             | Коли починається юність           | Марина, сестра Івана                                     |                |           |
| 1960      |             | Летючий корабель                  | Лебідонька                                               |                |           |
| 1961      |             | Лісова пісня                      | Польова русалка                                          |                |           |
| 1970      |             | Важкий колос                      | Дар'я                                                    |                |           |
| 1970      |             | Салют, Маріє!                     | Марія                                                    |                |           |
| 1971      |             | Лише три тижні                    |                                                          |                |           |
| 1971      |             | Камінний господар                 | Донна Анна                                               |                |           |
| 1972      |             | Приборкання вогню                 | Наталія Башкирцева                                       |                |           |
| 1973—1983 | с           | Вічний поклик                     | Анна Кафтанова                                           |                |           |
| 1976      |             | Хвилі Чорного моря                | Тетяна Іванівна                                          |                |           |
| 1978      |             | Дівчинко, хочеш зніматися в кіно? | Віра Федорівна, мама Інги                                |                |           |
| 1978      |             | Діти як діти                      | Таня, мама Дмитра                                        |                |           |
| 1978      |             | Море                              | Віра Галузо                                              |                |           |
| 1978      |             | Напередодні прем'єри              | Ксенія Павлівна                                          |                |           |
| 1979      |             | Літні канікули                    |                                                          |                |           |
| 1979      |             | Осіння історія                    | Анна Георгіївна Зорина, завідувачка МІСЬКВНО             |                |           |
| 1979      |             | Поема про крила                   | Юлія Туполева                                            |                |           |
| 1980      |             | Київські зустрічі                 | Марія                                                    |                |           |
| 1980      |             | Сімейне коло                      | Тетяна Михайлівна Сомова                                 |                |           |
| 1980      |             | Розплата                          | Ганна Корякіна                                           |                |           |
| 1980      | ф           | Овід                              | Джулія                                                   |                |           |
| 1981      | ф           | Було у батька три сини            | Мати                                                     |                |           |
| 1983      |             | Висока проба                      | Ольга                                                    |                |           |
| 1983      | ф           | Останній доказ королів            | Естер Тавнсенд, секретар президента США                  |                |           |
| 1986      |             | Мама, рідна, любима...            | Доктор                                                   |                |           |
| 1986      |             | В одне єдине життя                | Ірина                                                    |                |           |
| 1991      |             | Сімнадцять лівих чобіт            | Тетяна Сергіївна, мати Альоші                            |                |           |
| 1992      |             | Чотири листи фанери               | Мати Богдана Мазепи                                      | Україна        |           |
| 1998      |             | Два місяці, три сонця             | Мати Олексія                                             |                |           |
| 2002      |             | Завтра буде завтра                | Марія Антонівна, директор дитбудинку                     |                |           |
| 2003      |             | Ніро Вульф і Арчі Гудвін          |                                                          |                |           |
| 2004      |             | Зимовий роман                     | Ніна                                                     |                |           |
| 2004      |             | Вони танцювали одну зиму          | мати Андрія                                              | Росія          |           |
| 2004      | ф           | 32 грудня                         | Маргарита Миколаївна                                     |                |           |
| 2004      |             | За два кілометри від Нового року  | Ада                                                      |                |           |
| 2005      |             | Полювання на Ізюбря               | Мати Ірини                                               |                |           |
| 2005      |             | Кажан                             | бабуся                                                   |                |           |
| 2006      |             | Квіти для снігової королеви       | Жанна Семенівна                                          |                |           |
| 2006      |             | Утьосов. Пісня довжиною у життя   | Олена, дружина Утьосова, у зрілому віці                  |                |           |
| 2006      |             | Дев'ять життів Нестора Махна      | Євдокія Махно                                            | Україна, Росія |           |
| 2006      | Інфант      |                                   |                                                          |                |           |
| 2006      | Мій генерал |                                   |                                                          |                |           |
| 2006      |             | Щастя за рецептом                 | бабуся Євгенія Веніамінівна                              | Росія          |           |
| 2007      | ф           | Чоловіча інтуїція                 | Кирилова мати                                            |                |           |
| 2007      |             | Оплачено смертю                   | Аврора Морозова                                          |                |           |
| 2008      | с           | Єрмолови                          | Антоніна Костянтинівна Єрмолова, мати Сергія, у старості | Україна        | 60 серій  |
| 2008      | ф           | Тарас Бульба                      | Тарасова дружина                                         | Україна, Росія |           |
| 2008      | ф           | Адмірал                           | Ганна Тімірьова у старості                               | Росія          |           |
| 2011      |             | Вогні притону                     | Любина мати                                              | Україна        |           |
| 2012      | с           | Особисте життя слідчого Савельєва | Ангеліна Степанівна                                      | Україна        | 32 серії  |
| 2012      |             | Свідок Женя                       | Євгенія Сакевич-Даллас                                   | Україна        | озвучення |
| 2014      | с           | Дворняжка Ляля                    | Євгенія Черкасова                                        | Україна        |           |
| 2015      | с           | Червона королева                  | Августа Леонтьєвна                                       | Україна        |           |
| 2016      | с           | Я кохаю свого чоловіка            | Поліна Штрауб                                            | Україна        | 4 серії   |
| 2018      | с           | Обручка з рубіном                 | Катерина Добровольська                                   | Україна        | 95 серій  |
| 2019      | ф           | 11 дітей з Моршина                | Директорка музею                                         | Україна        |           |
| 2019      | ф           | Вітер зі сходу                    | камео                                                    | Україна        |           |
| 2020      | ф           | Віддана                           | Княжна                                                   | Україна        | [ 6 ]     |
| 2020      | с           | Сага                              | Богдана Козак (в старості)                               | Україна        | [ 7 ]     |
| 2020      | с           | Перші ластівки. Залежні           | Надія Іванівна                                           | Україна        | [ 8 ]     |
| 2020      | ф           | Казка старого мельника            | Мати Адама                                               | Україна        |           |
| 2021      | ф           | Де гроші                          | Ада Потоцька                                             | Україна        |           |
| 2022      | с           | Мама. Продовження                 | Ганна Миколаївна                                         | Україна        | 1 серія   |

## Книги
- «Свидетельство о жизни»[недоступне посилання з липня 2019] (Meridian Czernowitz, 2013)
- Тетяна Терен, Анна Липківська. Прості речі. Вісім розмов з Адою Роговцевою. — Київ : «Pabulum», 2018. — 264 с. — 2000 прим. — ISBN 978-966-97615-8-3.[9]

## Громадянська позиція

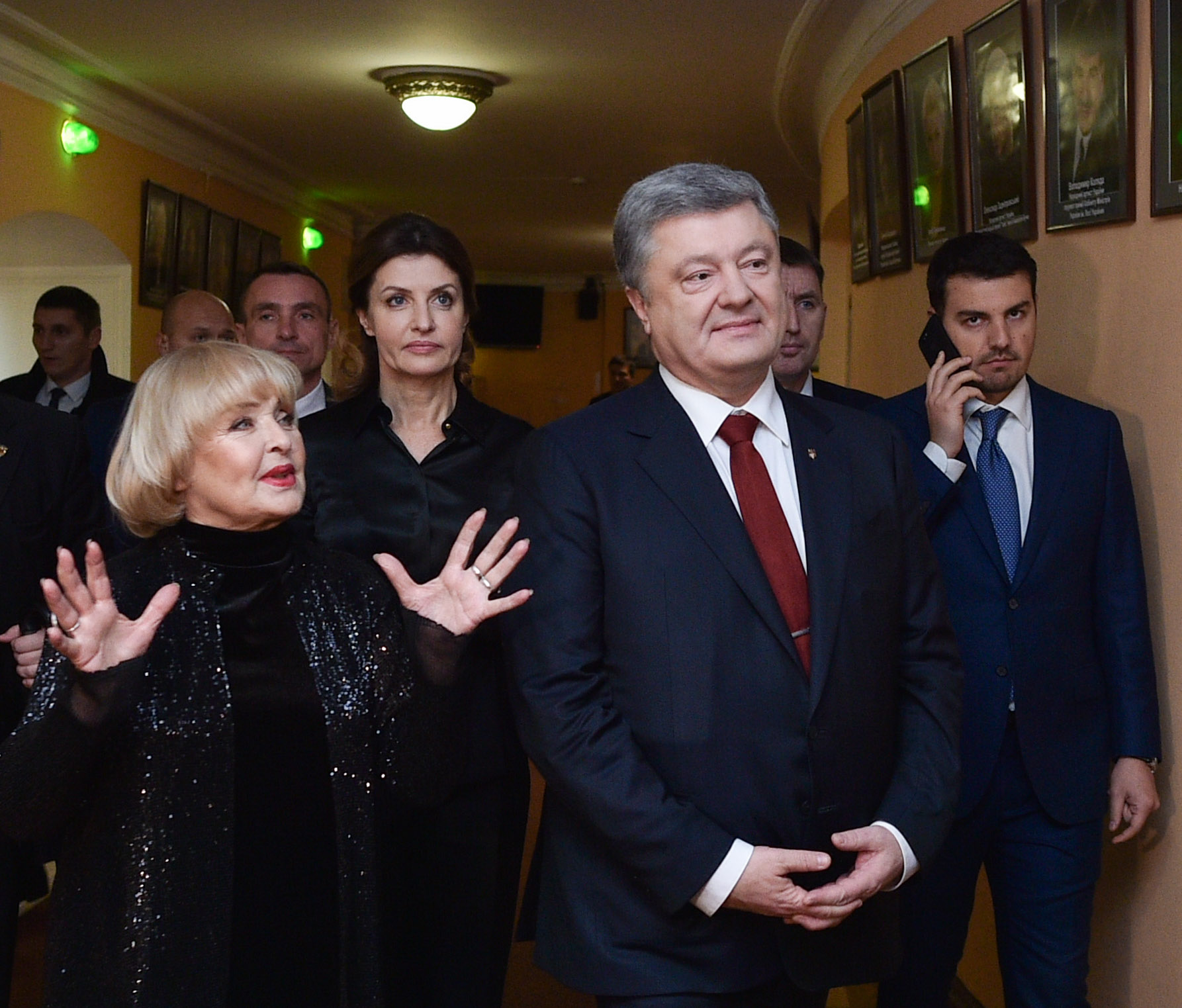
Ада Роговцева, Марина Порошенко і Петро Порошенко. Київ, НАДТ імені Івана Франка, 1 грудня 2017 року

В 2004 році активно підтримувала Помаранчеву революцію, виступала на площі з промовами під помаранчевим прапором. Президент України Віктор Ющенко нагородив її званням Герой України до її 70-річчя.
Після анексії Криму та війни на сході України, назвала Росію державою-агресором. Під час російсько-української війни активно допомагала бійцям АТО, виступала з концертами перед воїнами АТО, організовувала збір коштів на шпиталь для українських військових і зібрала 52 тисячі на лікування поранених, за що у вересні 2015 в Росії проти неї було порушено кримінальну справу. Оголошена в Росії персоною нон ґрата. Після ув'язнення Росією Олега Сенцова записала відеозвернення із закликом до усіх допомогти його звільненню.
2016 року взяла участь у зйомці для благодійного календаря «Щирі. Спадщина», присвяченого українському народному костюму та його популяризації. Усі кошти від реалізації календаря було направлено на допомогу українським музеям, зокрема Музею народної творчості Михайла Струтинського та Новоайдарському краєзнавчому музею.
Підтримала Порошенка на виборах Президента 31 березня 2019 р.
3 квітня 2022 року Ада Роговцева заявила, що росіянам ніхто не пробачить звірства, скоєні окупантами у Київській області та інших регіонах України. Народна артистка України пояснила, чому треба зневажати російський народ. 84-річна зірка кіно зазначила, що Росія лишає по собі смерть і забирає награбоване майно замордованих українців. «Могутня» армія РФ викликає виключно ненависть і огиду.

## Нагороди і номінації
- Заслужена артистка УРСР (1960)
- Народна артистка Української РСР (1967)
- Народна артистка СРСР (1978)
- Орден «Знак Пошани»
- Орден княгині Ольги III ступеня (2002)[19]
- Орден «За заслуги» І ступеня (2009)[20]
- Орден «За заслуги» ІІІ ступеня (1997)[21]
- Орден Дружби (2007), за великий внесок у зміцнення та розвиток російсько-українських культурних зв'язків[22].
- Державна премія УРСР ім. Т. Г. Шевченка (1981) — за виконання ролей Раневської, Лесі Українки, Надії Гавриленкової у виставах (рос.)«Вишнёвый сад» А. П. Чехова, «Надеяться» Ю. Щербака, «Хозяйка» М. Гараевой
- Премія Ленінського комсомолу Української РСР ім. М. Островського (1971)
- Премія Союзу театральних діячів ім. М. Заньковецької
- Герой України (12 липня 2007)[23]
- Почесний громадянин Києва (2007)
- Почесний громадянин Глухова (2008)
- Відзнака Президента України — Ювілейна медаль «25 років незалежності України» (2016)[24]
- Державна премія України імені Олександра Довженка 2017 року[25]
- Почесний професор Національної музичної академії України ім. П. І. Чайковського (2021)

| Рік                                          | Категорія                                                  | Робота           | Результат |
| -------------------------------------------- | ---------------------------------------------------------- | ---------------- | --------- |
| Національна кінопремія «Золота дзиґа»        |                                                            |                  |           |
| 2020                                         | Премія за внесок у розвиток українського кінематографа     | Н/Д              | Перемога  |
| «Київська пектораль»                         |                                                            |                  |           |
| 1993                                         | Найкраще виконання жіночої ролі                            | Дама без камелій | Перемога  |
| 1998                                         | Найкраще виконання жіночої ролі                            | Обдурена         | Перемога  |
| 2003                                         | Визначний внесок у театральне мистецтво                    | Н/Д              | Перемога  |
| 2015                                         | Найкраще виконання жіночої ролі                            | Схоже на щастя   | Перемога  |
| Одеський міжнародний кінофестиваль           |                                                            |                  |           |
| 2018                                         | «Золотий дюк» за внесок у кіномистецтво                    | Н/Д              | Перемога  |
| Загальнонаціональна премія «Людина року»     |                                                            |                  |           |
| 2019                                         | Спеціальна премія ім. М. Вороніна «За високий стиль життя» | Н/Д              | Перемога  |
| Загальнонаціональна акція «Зірка України»    |                                                            |                  |           |
| 2004                                         | Зірка українського мистецтва                               | Н/Д              | Перемога  |
| Фестиваль продюсерського кіно «Кіно — Ялта»  |                                                            |                  |           |
| 2007                                         | Спеціальний приз «За вірність професії»                    | Н/Д              | Перемога  |
| Московський міжнародний кінофестиваль        |                                                            |                  |           |
| 1971                                         | Приз за найкращу жіночу роль                               | Салют, Маріє!    | Перемога  |
| Опитування журналу «Радянський екран»        |                                                            |                  |           |
| 1971                                         | Найкраща акторка року                                      | Салют, Маріє!    | Перемога  |
| Премія «Кришталевий слон»                    |                                                            |                  |           |
| 1996                                         | Видатна акторська сім'я                                    | Н/Д              | Перемога  |
| Всеукраїнська премія «Жінка III тисячоліття» |                                                            |                  |           |
| 2006                                         | Знакова постать                                            | Н/Д              | Перемога  |